# Elli (1912)
Elli (gr.: Κ/Δ Έλλη) – grecki mały krążownik lekki z okresu I i II wojny światowej, nazwany na cześć bitwy morskiej koło przylądka Elli w czasie I wojny bałkańskiej, podczas której grecka flota odniosła zwycięstwo nad flotą turecką. Został zatopiony w 1940 przez włoski okręt podwodny. W anglojęzycznych publikacjach nazwa bywa zapisywana także jako Helle.

## Budowa i początek służby
Pierwotnie okręt został zamówiony w nowojorskiej stoczni New York Shipbuilding dla Chin jako „Fei Hong” (飛鴻). Przedstawiał sobą nietypowy mały krążownik lekki (z konstrukcyjnego punktu widzenia – krążownik pancernopokładowy), zbliżony do zbudowanych dla Chin w Wielkiej Brytanii krążowników „Zhao He” (肇和) i „Ying Rui” (应瑞). Cała trójka była przewidziana głównie do celów szkolnych, stąd miała zróżnicowaną artylerię, kotły różnych typów i niewielką prędkość. Stępkę pod budowę położono w 1910 roku, wodowanie odbyło się 4 maja 1912 roku. Ze względu na wybuch rewolucji Xinhai i problemy finansowe rządu chińskiego, zamówienie na „Fei Hong” zostało anulowane. Stocznia wystawiła ukończony w listopadzie 1913 krążownik na sprzedaż i znalazła nabywcę w postaci rządu Grecji, który zakupił krążownik 14 maja 1914.
Państwo to dokonywało ekspansji morskiej, która nastąpiła wraz z sukcesami w wojnach bałkańskich i poszukiwało wzmocnień dla swej marynarki wojennej. Były to działania niezbędne dla zrównoważenia przebiegu zbrojeń najpoważniejszego rywala Grecji w regionie – Turcji, która zamówiła w tym czasie w stoczniach brytyjskich dwa drednoty.
Po wybuchu I wojny światowej Grecja zachowała neutralność, a dążący do przyłączenia się do działań po stronie państw Ententy premier Elefterios Wenizelos został zmuszony do ustąpienia ze stanowiska. Efektem była zbrojna interwencja aliantów celem jego powrotu do władzy. W grudniu 1916 cała flota grecka przeszła pod kontrolę Francji. Po przystąpieniu Grecji do działań wojennych w 1917 roku, okręt pełnił głównie funkcje patrolowe, nie biorąc udziału w żadnym starciu zbrojnym. Podobnie działo się w czasie wojny grecko-tureckiej w latach 1919–1922.
Początkowo okręt miał architekturę typową dla niewielkich krążowników przełomu XIX i XX wieku, z podniesionymi pokładami dziobowym i rufowym, na których znajdowały się działa 152 mm, oraz z pozostałymi działami i wyrzutniami torpedowymi ustawionymi wzdłuż burt na śródokręciu, w wycięciach nadburcia. Nadbudówka dziobowa była krótka, lecz wysoka, a sylwetkę uzupełniały dwa lekko pochylone kominy pośrodku długości okrętu i dwa palowe maszty. Na próbach rozwinął prędkość 20,3 w i moc siłowni 8640 KM.

## Modernizacja
W latach 1925–1929 „Elli” został gruntownie zmodernizowany i przebudowany we francuskiej stoczni FCM w La Seyne (inne dane: 1926-1928). Zainstalowano trzecie działo kal. 152 mm na śródokręciu, zdejmując wszystkie działa mniejszych kalibrów. Zmodernizowano także artylerię przeciwlotniczą, którą stanowiły dwa działa 76 mm po obu stronach nadbudówki dziobowej i dwa działa 57 mm (później automatyczne 40 mm Vickers) na małej nadbudówce rufowej. Dostosowano jednostkę do przenoszenia maksymalnie 110 min morskich na torach na pokładzie górnym, przy czym zlikwidowano podniesiony pokład rufowy. Wyrzutnie torped przesunięto do przodu, tuż za obniżenie pokładu dziobowego; na wysokość nadbudówki dziobowej, której forma została zmodernizowana. Stare kotły, opalane węglem i ropą, wymieniono na nowe typu Yarrow, przystosowane do opalania tylko ropą, zmieniając przy tym kominy i przesuwając pierwszy z nich do przodu. Maszty zamieniono na trójnożny maszt za nadbudówką dziobową. Architektura okrętu stała się przez te zmiany podobna do niszczyciela, przy zbliżonych rozmiarach. Dzięki oszczędnościom wagowym, zwiększono grubość pokładu pancernego do 51 mm na całej powierzchni i zainstalowano system kierowania ogniem Vickersa. Znacznemu zmniejszeniu uległa ilość załogi, z 330 do 232 ludzi.

## Dalsza służba
Podczas próby republikańskiego zamachu stanu w Grecji w 1935 „Elli” dołączył do sił spiskowców kadm. Demestichasa i 2 marca wyszedł w morze, ostrzeliwując niszczyciele wierne rządowi i lekko je uszkadzając (wraz z niszczycielami „Leon”, „Psara” i „Niki”). Okręty następnie przeszły na zbuntowaną Kretę, ścigane tam przez lotnictwo. 10 marca „Elli” poddał się siłom rządowym, a spisek następnie upadł.
„Elli” został zatopiony 15 sierpnia 1940 roku, pomimo panującego pomiędzy oboma państwami pokoju, przez włoski okręt podwodny „Delfino” (typu Squalo). Krążownik, biorący ze strony floty greckiej udział w obchodach święta Wniebowzięcia Najświętszej Maryi Panny na wyspie Tinos, został trafiony pojedynczą torpedą w prawą burtę na wysokości maszynowni. Dwie inne torpedy wystrzelone przez „Delfino” trafiły w molo, wywołując panikę wśród zgromadzonych ludzi i załóg statków handlowych. Pomimo prowadzonej akcji ratowniczej okręt zatonął w odległości ok. 800 metrów od mola portu Tinos. W wyniku ataku zginęło 9 marynarzy a 24 zostało rannych.
W wyniku śledztwa ustalono, że torpeda, która zatopiła okręt, była produkcji włoskiej. Aby uniknąć konfrontacji z Włochami, rząd grecki utrzymywał to w tajemnicy aż do wybuchu wojny grecko-włoskiej. Wrak okrętu został wydobyty z morza i złomowany w 1955 roku.

## Inne okręty o tej nazwie
Po zakończeniu II wojny światowej, w wyniku ustaleń traktatu pokojowego z 1947 roku, Grecja uzyskała w ramach reparacji wojennych włoski krążownik lekki „Eugenio di Savoia”. Został on oficjalnie przekazany flocie greckiej i pod nazwą „Elli” pozostawał w jej składzie do 1965 roku. Następnie, aż do 1973 roku, służył jako pływające więzienie.
Kolejnym okrętem noszącym nazwę „Elli” jest fregata rakietowa typu Kortenaer o numerze burtowym F 450. Została ona zakupiona przez Grecję w 1981 roku i wciąż pozostaje w aktywnej służbie.

## Dane
Uzbrojenie:
- Pierwotne:
  - 2 działa 152 mm Armstrong L/50 (2xI)
  - 4 działa 102 mm Vickers L/50 (4xI)
  - 2 działa 76 mm L/40 (2xI)
  - 6 dział 47 mm (6xI)
  - 2 działa 37 mm (2xI)
  - 2 wyrzutnie torped 450 mm (2xI) (inne źródła 457 mm[1])

- Po modernizacji 1929-1940
  - 3 działa 152 mm L/50 (3xI)
  - 2 działa 76 mm L/40 plot (2xI)
  - 2 działa 57 mm plot (2xI) (następnie zamienione na automatyczne 40 mm Vickers)
  - 2 wyrzutnie torped 450 mm (2xI)
  - do 110 min

Opancerzenie:
- pierwotne:
  - pokład pancerny 25 mm ze skosami 50 mm
- po modernizacji:
  - pokład pancerny 51 mm